# Haleri, Kolar
Haleri là một làng thuộc tehsil Kolar, huyện Kolar, bang Karnataka, Ấn Độ.